# Díptico de Galicia
Der Díptico Ciclista Internacional de Galicia ist eine spanische Straßenradsport-Rennserie.
Der Díptico de Galicia besteht aus den Eintagesrennen Gran Premio Cidade de Vigo (galicisch; spanisch: Gran Premio Ciudad de Vigo) und Gran Premio Área Metropolitana. Die Rennserie wird seit 2004 ausgetragen, wobei beide Rennen in der galicischen Stadt Vigo stattfinden. Von 2004 bis 2006 war die Serie dabei eine Veranstaltung für Rad-Profis und seit 2007 ist sie nur noch ein nationales Rennen.
In den ersten beiden Austragungen wurde ein Gesamtklassement für Radsportteams gebildet, seit 2006 wird jedoch darauf verzichtet. In beiden Austragungen konnten portugiesische Mannschaften siegen: 2004 das Team ASC und 2005 Paredes Rota dos Móveis.

## Gran Premio Cidade de Vigo
Der Gran Premio Cidade de Vigo findet seit 1970 statt und wurde 2008 zum 35. Mal ausgetragen. Das Rennen wurde dabei von 2000 bis 2006 als Profi-Veranstaltung ausgetragen. Damit war es nach Einführung der UCI Europe Tour im Jahre 2005 für zwei Jahre Bestandteil diese Rennserie und in die UCI-Kategorie 1.2 eingestuft.
Sieger
| - 2016 Aser Estévez - 2015 Daniel López - 2014 José Luis Mariño - 2013 Daniel López - 2012 Rafael Jorge Silva - 2011 Ángel Vallejo - 2010 Marco Fabián Flores - 2009 José de Segovia - 2008 Aser Estévez - 2007 Óscar Bastos - 2006 César Antunes Quiterio - 2005 José Carlos Rodrigues - 2004 Jorge Nogaledo - 2003 Rubén Tapias | - 2002 Nuno Marta - 2001 Pawel Brutt - 2000 Fernando Ordoñez Citoula - 1999 Óscar Pereiro - 1998 David García - 1997 José Luis Sánchez de la Rocha - 1996 Rogelio Alonso Álvarez - 1995 Juan José Rois Gómez - 1994 Miguel Gallego Pérez - 1993 José Luis Sánchez de la Rocha - 1992 José Luis Sánchez de la Rocha - 1991 Argimiro Blanco Costas - 1990 Manuel Carrera Punzón - 1989 Jesús Blanco Villar | - 1988 Álvaro Pino Couñago - 1987 keine Austragung - 1986 Isidro Araújo Penabella - 1985 keine Austragung - 1984 Alfonso Gutiérrez Gutiérrez - 1983 Jesús Blanco Villar - 1982 Jesús Blanco Villar - 1981 Miguel Acha - 1980 Jesús Suárez Cuevas - 1979 Enrique Martínez-Heredia - 1978 José Luis Blanco Soto - 1977 Andrés Oliva - 1976 Sebastián Pozo - 1970 José Casas García |

## Gran Premio Área Metropolitana
Der Gran Premio Área Metropolitana wurde 2004 zum ersten Mal ausgetragen, so dass sich der Díptico de Galicia bilden konnte. Auch dieses Rennen war 2005 und 2006 in die UCI-Kategorie 1.2 der UCI Europe Tour eingestuft. Beide Rennen wurden als separate Rennen von der UCI geführt, ähnlich wie bei der Mallorca Challenge, die Díptico de Galicia war nicht als Rundfahrt klassifiziert. Der Gran Premio Área Metropolitana wurde 2007 zum letzten Mal ausgefahren, seit 2012 bildet der GP Ciudad de Vigo (b) den zweiten Teil des Diptico.
Sieger
- 2012  Frederico Figueiredo
- 2007  Óscar Laguna
- 2006  Jacek Morajko
- 2005  Francisco García
- 2004  Pedro Soeíro